# Hiltrud Strasser
Hiltrud Strasser (Lipsia, 1943) è una veterinaria tedesca.

## Biografia
Si è occupata della anatomia, fisiologia, patologia e riabilitazione del piede del cavallo domestico e che dagli anni ottanta pubblica lavori sull'argomento.
È autrice di alcuni libri che riassumono la sua lunga e innovativa esperienza professionale su questo argomento, e coautrice, insieme a Robert Cook, accademico veterinario statunitense, di un recente libro sugli effetti dannosi di ogni tipo di morso.
Oltre all'attività personale di cura e riabilitazione di patologie equine tradizionalmente ritenute "inguaribili", come la laminite e la sindrome navicolare, la Strasser è impegnata nella formazione di specialisti della cura dello zoccolo organizzando corsi al termine dei quali viene rilasciata una certificazione professionale; i corsi si svolgono sia in Europa che in paesi extraeuropei.
La teoria della Strasser si fonda sulla naturalizzazione delle tecniche di gestione del cavallo (eliminazione della stabulazione e del conseguente contatto degli zoccoli con le deiezioni) e sulla sferratura seguita da un pareggio finalizzato a riattivare la normale fisiologia dello zoccolo equino. Ha pertanto molti punti in comune con quanto sostenuto dal Barefoot movement basato sulle esperienze di Jaime Jackson, fondate sull'osservazione del cavallo in libertà (il Mustang americano).